# مقبرة كركاتا
مقبرة كركاتا أو كراكاتا (بالإنجليزية: Karrakatta Cemetery)‏ هي مقبرة حضرية تقع في ضاحية كركاتا في بيرث غرب إستراليا.  أفتتحت أول مرة للدفن سنة 1899، وكان صانع العجلات روبرت كريتون (Robert Creighton) أول شخص يدفن بها.  ويدير مقبرة كركاتا مجلس مقابر العاصمة، وتجذب المقبرة أكثر من مليون زائر كل عام.  تعتبر الأشجار السروية الواقعة بالقرب من المدخل الرئيسي من السمات المميزة لمقبرة كراكاتا. وتحتوي المقبرة على محرقة للجثث. 
يشتمل المدخل (المعروف باسم بيت الانتظار) على هيكل صممه المهندس جورج تمبل بول. 

## شخصيات بارزة
من بين الأشخاص البارزين المدفونين في مقبرة كراكاتا:
- ويليام بالدوين، سياسي نيوزلندي. [7]
- جان بيدل، نسوية أسترالية.
- إديث كوان، مصلحة اجتماعية.
- إلسي كيرتن، زوجة جون كيرتن.
- جون كيرتن، رئيس وزراء أستراليا الرابع عشر.
- جون فورست، أول رئيس وزراء لأستراليا الغربية.
- جوزيف فورفي، مؤلف.
- أليكساندرا هاسلوك، زوجة بول هاسلوك.
- بول هاسلوك، سياسي.
- هيث ليدجر، ممثل. (جثة محروقة مدفونة).
- ماثيو لوك، جندي. (جثة محروقة مدفونة).
- جون سكادن، رئيس الوزراء العاشر لأستراليا الغربية.
- أوبر نيفيل، أول حامي رئيسي للسكان الأصليين في أستراليا الغربية.
- فريدريك فوسبر، صحفي وسياسي.
- إدوارد ويتنوم، سياسي أسترالي.

هناك أيضًا عشرة من الحاصلين على صليب فيكتوريا الذين تم دفنهم في مقبرة كراكاتا وهم:
1. توماس أكسفورد.
2. جون كارول.
3. هاغي إدواردز.
4. روبرت جي.
5. جيمس غوردون.
6. جورج هويل.
7. مارتن أوميرا.
8. كليفورد سادلير.
9. هوغو ثروسيل.
10. جيمس بارك وودز.

## قبور المحاربين
اعتبارًا من ديسمبر 2016 تحتوي مقبرة كركاتا على 107 قبراً لأفراد خدمة الكومنولث في الحرب العالمية الأولى و141 قبراً من الحرب العالمية الثانية، بالإضافة إلى قبر لبحار من البحرية الهولندية في الحرب الأخيرة، مقسمة بين الأراضي حسب الطائفة في المقبرة. 
هيئة الكومنولث لمقابر الحرب لديها نصب تذكاري لـ15 من أفراد الخدمة الأسترالية - بحاران و 9 جنود و 4 طيارين - الذين لقوا حتفهم في الحرب العالمية الثانية وتم حرق جثثهم في محرقة الجثث في مقبرة كاراكاتا. بالإضافة إلى 7 أفراد أستراليين من نفس الحرب - بحاران و 4 جنود وطيار واحد - تم حرق جثثهم في محرقة كاراكاتا ولكن رمادهم تم نثره أو دفنه في أماكن لا يمكن فيها إحياء ذكراهم فيها. 

## معرض صور

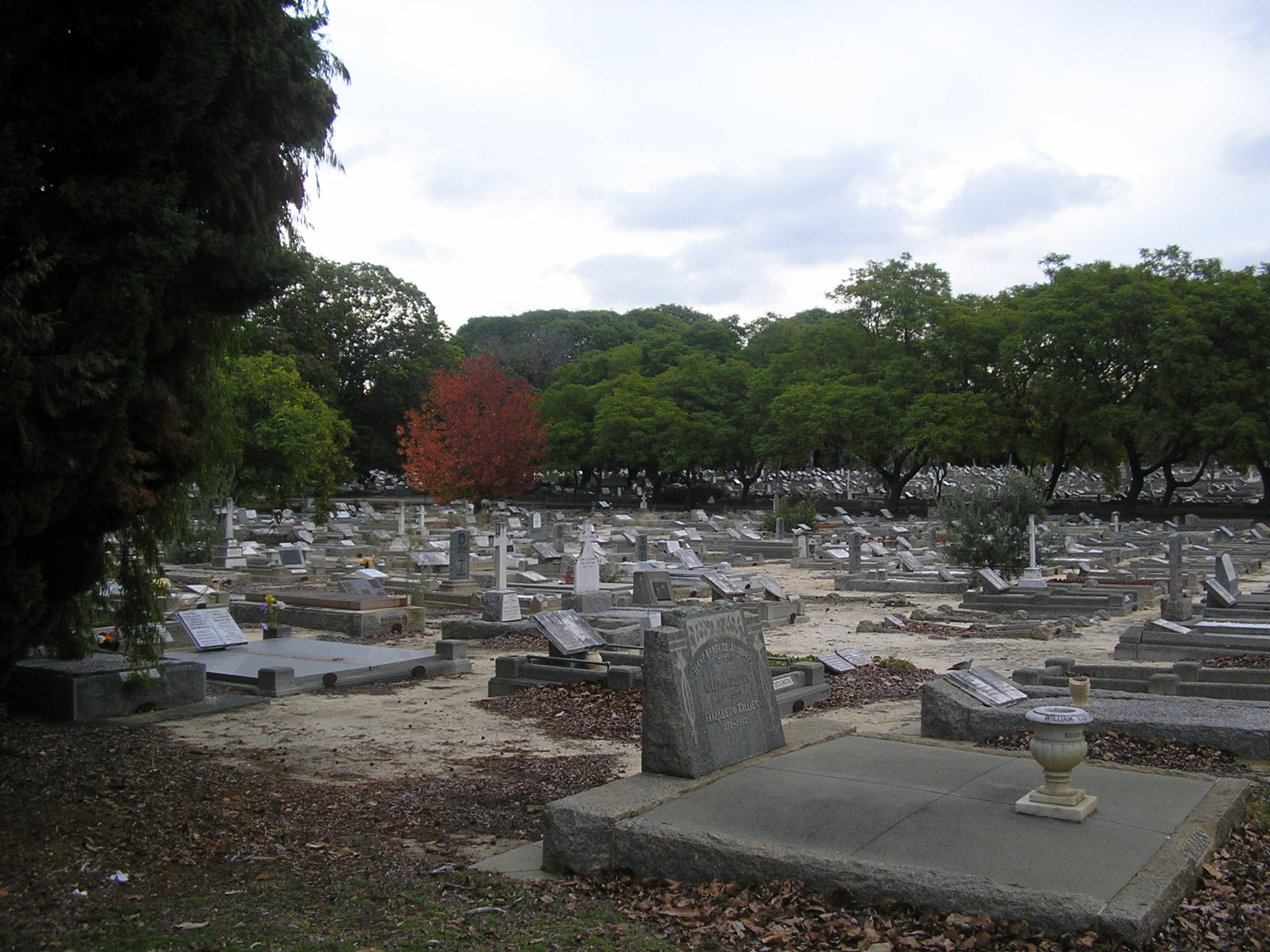
مقبرة كركاتا
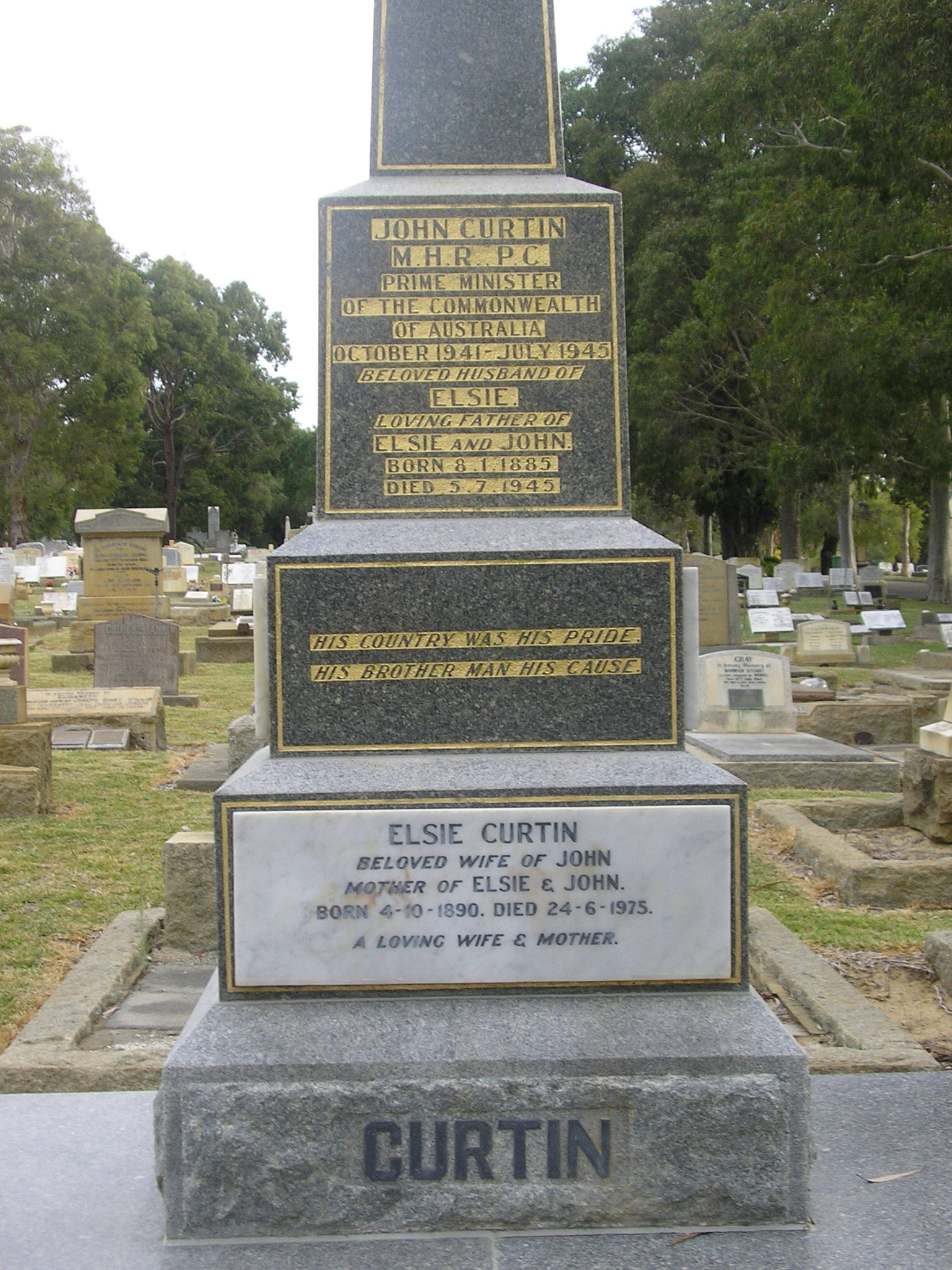
قبر جون كيرتن وإلسي كيرتن
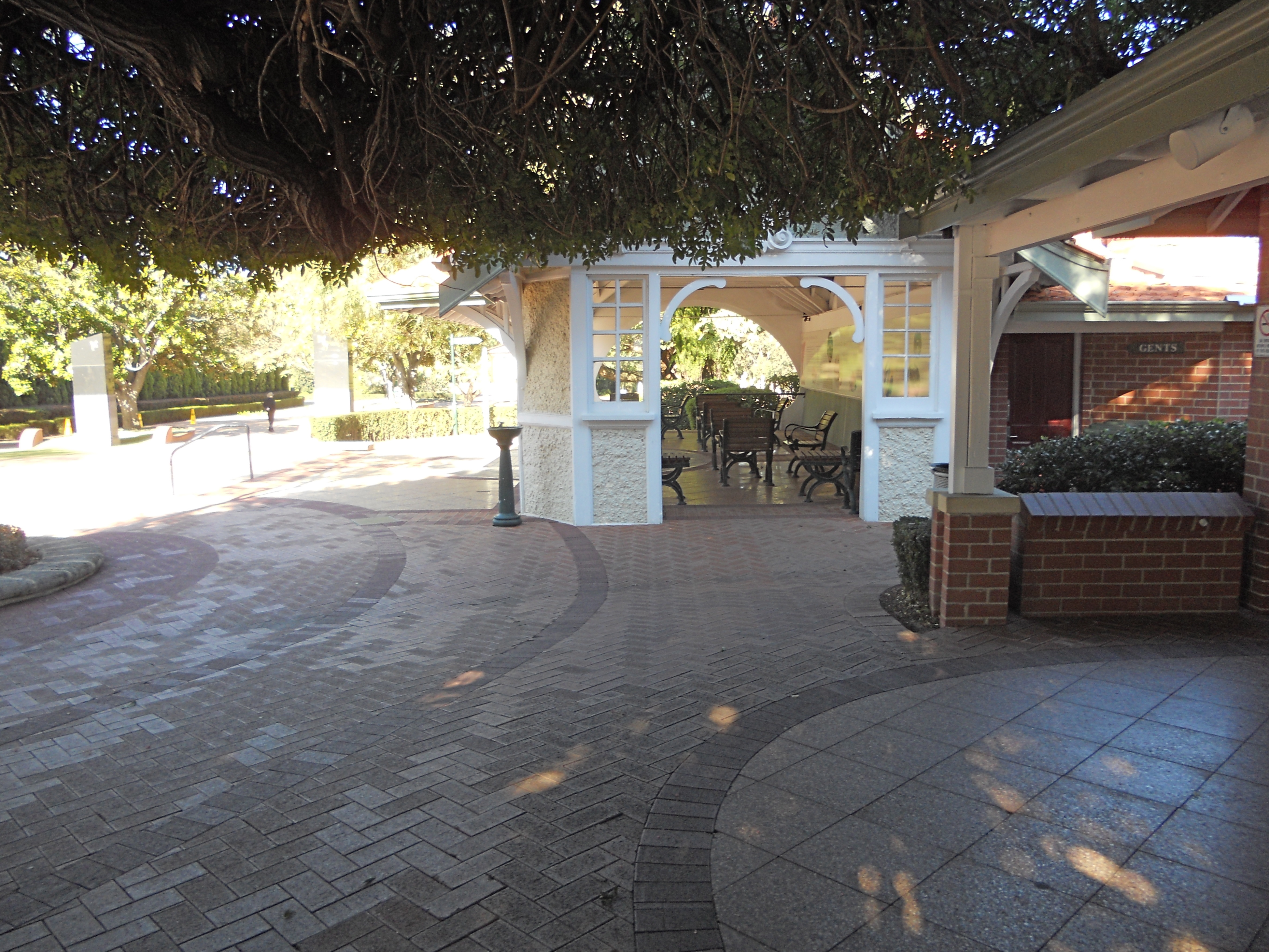
مدخل (بيت الإنتظار)
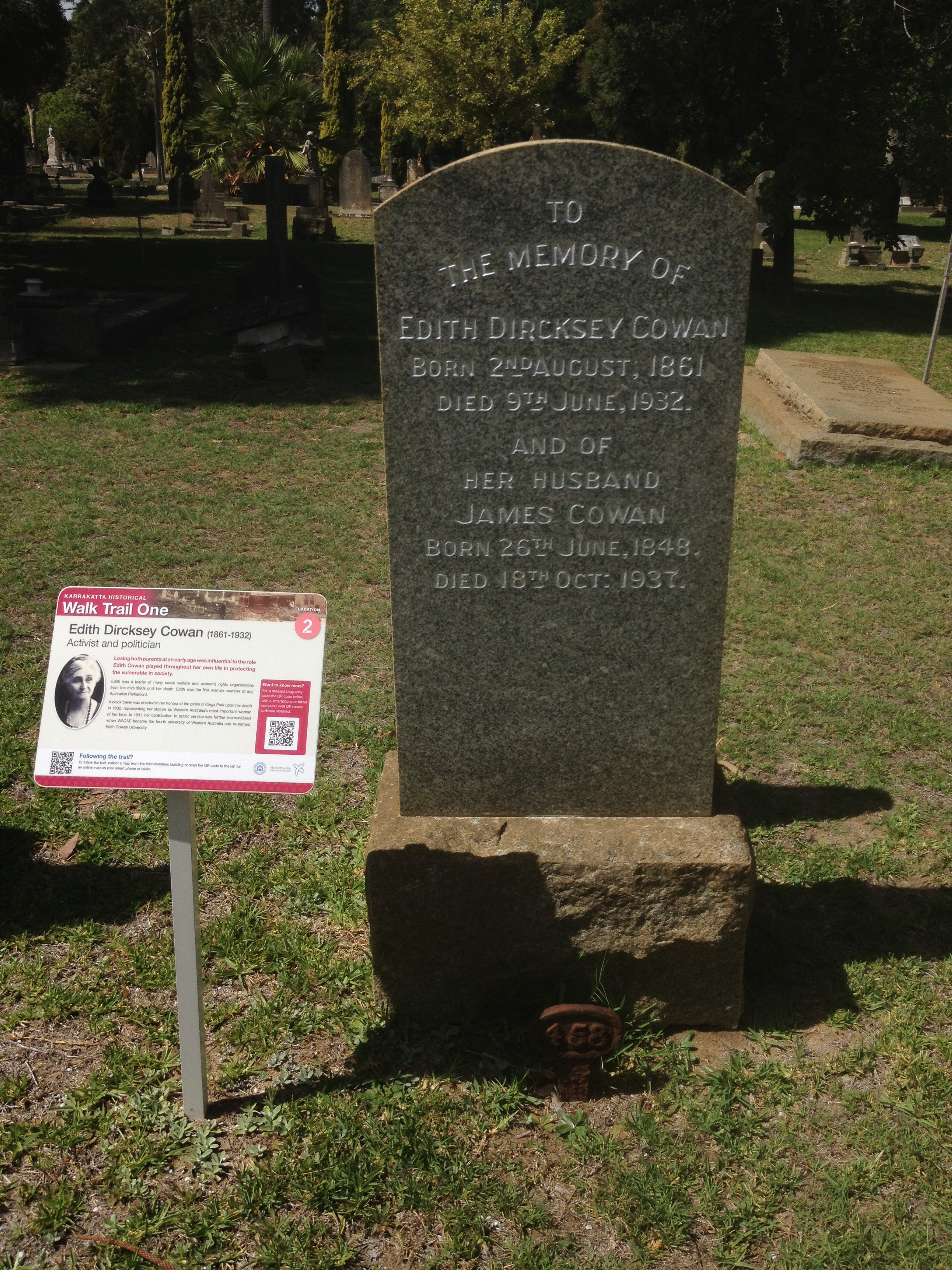
قبر إيدث كوان في مقبرة كركاتا